# Edmund Erdmann
Edmund T. Erdmann (także Erdman) (ur. 1 lipca 1877 w Godlewie, zm. 2 grudnia 1936 w Wołominie) – polski lingwista i germanista, filozof.

## Życiorys
Absolwent 3 Filologicznego Gimnazjum Rządowego w Warszawie (1896). Uzyskał stopień kandydata Wydziału Filologicznego Uniwersytetu w Warszawie (1901), gdzie pod opieką Edwarda Struvego studiował językoznawstwo i teorię poznania. Dzięki stypendium Kasy im. Józefa Mianowskiego studiował w Lipsku i we Wrocławiu, pogłębiając wiedzę z zakresu językoznawstwa, psychologii i nauki o mózgu.
Po powrocie do Warszawy w latach 1903–1915 pracował jako lektor języka niemieckiego na rosyjskim Uniwersytecie Warszawskim oraz polskich szkołach prywatnych. W latach 1913–1914 był także wykładowcą Wydziału Humanistycznego Towarzystwa Kursów Naukowych. W latach 1906–1919 członek Stowarzyszenia Nauczycielstwa Polskiego. Podczas I wojny światowej został w 1915 ewakuowany przez Rosjan z personelem Uniwersytetu Warszawskiego w głąb Rosji. Tu podjął pracę na Uniwersytecie w Rostowie nad Donem (1915−1922). W tym czasie uzyskał stopień doktora (1917) oraz profesora nadzwyczajnego językoznawstwa ogólnego (1920).
Po powrocie do kraju w 1922 uzyskał na Uniwersytecie Jagiellońskim doktorat z filozofii (1924) którego promotorami byli Jan Michał Rozwadowski i Władysław Heinrich. Opracował projekt “jednolitego alfabetu, opartego na znakach do użytku na całej kuli ziemskiej”. Przy pomocy tych znaków przetłumaczył część „Pana Tadeusza” Adama Mickiewicza, za którą otrzymał wyróżnienie od Polskiej Akademii Umiejętności. W latach 1924–1936 mieszkał w Wołominie. Działacz Towarzystwa Przyjaciół Osiedla Wołominka, Sławka i Okolic w Wołominie. Członek Komitetu Budowy Szkoły – 7-klasowej Publicznej Szkoły Powszechnej im. Marszałka Józefa Piłsudskiego na Wołominku. Wygłaszał także odczyty w Warszawskim Towarzystwie Naukowym. Niedoceniany przez ówczesny świat naukowy mimo zabiegów nie uzyskał w okresie międzywojennym posady na uniwersytecie. Mający kłopoty ze zdrowiem ostatecznie w trakcie załamania nerwowego popełnił samobójstwo w swym domu w Wołominie. Pochowany wraz z matką i żoną w grobie rodzinnym na cmentarzu ewangelicko-augsburskim przy ulicy Młynarskiej w Warszawie (Al38/1/3).

## Prace Edmunda Erdmanna
- Naturalne pojęcie świata według Avenariusa, – „Przegląd Filozoficzny” 1900 z. 2 i 3
- Beiträge zu euner allgemeinen Theorie der „Begriffe”, Lipsk 1902.
- Psichołogiczeskaja sistiema konstrukcyj i form nimieckogo jazyka, Warszawa 1910
- Konstrukcja i forma języka niemieckiego, Warszawa 1911
- Jednostka lingwistyczna jako odruch symboliczny – „Przegląd Filozoficzny” 1924, nr 27
- Zasady powszechnej ideografiki analitycznej Kraków 1925,
- Urzeczywistnienie „Characteristica Universalis” Leibniza – „Przegląd Filozoficzny” 1928
- Gramatyka języka niemieckiego oglądem i rozmową, Warszawa 1932,
- Elementy wypowiedzi własnej i cudzej, przedstawienie graficzne – „Przegląd Filozoficzny” 1936 nr 39.

## Życie prywatne
Pochodził z rodziny o korzeniach niemieckich, syn Karola Edwarda i Melidy Karoliny z Jarneckich. Był mężem Melidy Emilii (1883-1957) z którą miał trzy córki.